# Guy Mazars
Guy Mazars (6 février 1947 - 24 octobre 2016) est un orientaliste, spécialiste des médecines traditionnelles de l'Asie et de l'histoire des sciences en Inde.

## Biographie
De 1968 à 1976, il poursuit des études philologiques et historiques (langues et civilisations orientales) à l'Université des Sciences humaines de Strasbourg. Également élève de langues et littératures de l'Inde au Collège de France (1974-1977) puis élève titulaire en Histoire de la médecine et des sciences biologiques à l'École pratique des hautes études (IVe section) (1980), il soutient en 1976 sa thèse de doctorat de 3e cycle en Sciences historiques sur Les Pouvoirs merveilleux dans le yoga, sous la direction du professeur Jean Filliozat, de l'Institut .
Il intègre par la suite l'Université Louis Pasteur de Strasbourg en tant que secrétaire général et membre du Conseil scientifique du Centre Européen d'Histoire de la Médecine (1978-1998). Outre ses activités de chercheur et de chargé de cours à l'ULP, il est chargé de conférences à l'Ecole pratique des Hautes Etudes (IVe Section) de 1983 à 1998, où ses conférences portent sur l'Histoire des sciences dans l'Inde.
Ses recherches s'orientent alors plus précisément vers l'Ayurveda et les médecines traditionnelles de l'Inde.
A partir de 1998 et jusqu'à sa retraite en 2006, il occupe les fonctions de directeur adjoint de l'Institut d'Histoire des Sciences de l'Université Louis Pasteur, responsable du Groupe de recherche d'Histoire de la Médecine. Parallèlement, à l'Université Marc Bloch de Strasbourg, il coordonne le Groupe de recherche Ethnomédecine et Anthropologie de la santé.
Membre correspondant de l'Académie des Sciences, Belles-Lettres et Arts de Lyon et membre de l'Académie d'Alsace, il a présidé la Société des Etudes ayurvédiques (fondée en 1984) et la Société européenne d'Ethnopharmacologie (SEE). Il été membre de plusieurs autres sociétés savantes, parmi lesquelles : l'American Oriental Society (New Haven), la Société asiatique (Paris), l'Arbeitsgemeinschaft Ethnomedizin (Heidelberg), la Société médicale de Suède (Stockholm) et la Société française d'Ethnopharmacologie (Metz).
Toutes ces activités l'ont mené à prendre part à une cinquantaine de colloques et congrès internationaux, et à donner plus d'une centaine de conférences et communications.
De 2006 à 2014, il a dirigé la collection "Médecines d'Asie - Savoirs & Pratiques" aux éditions Springer (18 volumes parus).

## Œuvres et publications

### Ouvrages
- Les Médecines de l'Asie, Paris, Editions du Seuil, 1978 (en collaboration avec Pierre Huard et Jean Bossy) (traduit en espagnol en 1980, en italien en 1981, et en japonais en 1991)  (ISBN 9782020050142)
- La Médecine indienne, Paris, Presses universitaires de France, 1995 (coll. « Que sais-je ? » n°2962) (traduit en roumain en 2003)  (ISBN 978-2130469841)
- A Concise Introduction to Indian Medicine, New-Delhi, Motilal Banarsidass, 2006  (ISBN 9788120830585)

### Principaux articles
- "La Notion de sinus dans les mathématiques indiennes", Fundamenta Scientiae, 15, 1974.
- "Alchimie indienne", L'Alchimie des philosophes, Paris, Éditions Art & Valeur, 1976 (traduit en anglais et en italien).
- "Souffrance et maladie dans le monde indien", in Marcel Sendrail, Histoire culturelle de la maladie, Toulouse, Éditions Édouard Privat, 1980 (2e édition en 1981, traduit en espagnol en 1983 et en japonais en 1984).  (ISBN 9782708923942)
- "Traditionelle Medizin in Indien", Curare, 4, 1981, p. 199-204.
- "Cultural Background of the Medicinal Plants of Yemen", Journal of Ethnopharmacology, 7, 1983 (en collaboration avec Jacques Fleurentin et Jean-Marie Pelt).
- "Arrow Poisons in South Asia. Part 1. Arrow Poisons in Ancient India", Journal of Ethnopharmacology, 12, 1984 (en collaboration avec Norman G. Bisset).
- "L'Inde", Le Matin des mathématiciens, entretiens sur l'histoire des mathématiques présentés par Émile Noël, Paris, Éditions Belin-Radio France, 1985 (traduit en japonais en 1997 et en suédois en 2001).  (ISBN 9782701105338)
- "Les Plantes médicinales de l'Inde, de la tradition au laboratoire", Mémoires de l'Académie de Lyon, tome XLIII (1988), 1989.
- "La Médecine vétérinaire dans l'Inde ancienne et médiévale", Mémoires de l'Académie de Lyon, tome XLV, 1990.
- "Le Projet Ayurbase", Ethnopharmacologie. Sources, méthodes, objectifs, Paris, Editions de l'ORSTOM / Société française d'Ethnopharmacologie, 1991.
- "La Médecine vétérinaire traditionnelle en Inde" / "Traditional Veterinary Medicine in India", Revue scientifique et technique de l'Office international des Epizooties, 13 (2), 1994.
- "Les Aliments dans la thérapeutique âyurvédique", Médicaments et aliments, approche ethnopharmacologique, Paris, ORSTOM Éditions / Société française d'ethnopharmacologie, 1996.
- "Aspects actuels de la médecine yûnânî (gréco-arabe) en Inde et au Pakistan", La Pharmacopée arabo-islamique, hier et aujourd'hui, Metz, Société française d'ethnopharmacologie, Association marocaine Al Biruniya, Institut européen d'Ecologie, 1997.
- "Dieux, démons et maladies dans le monde indo-iranien", Health and Disease: Courses and Prospects, Gênes, Erga Edizioni, 1997.
- "L'Officiant dans les religions hindoues", Revue de Droit canonique, tome 47, 1997.
- "Veterinary Medicine in Ancient and Medieval India", Studies in History of Medicine & Science, vol. XVI, No. 1-2, New Series, 1999/2000 (Hakeem Abdul Hameed Memorial Volume).
- "La "Secte" dans les religions orientales", Revue de Droit canonique, tome 51/1, 2001.
- "Nootropic (medhya) Plants From Ayurvedic Pharmacopoeia", Des sources du savoir aux médicaments du futur, Paris, IRD Editions, Institut de recherche pour le Développement, Société française d'ethnopharmacologie, 2002 (en collaboration avec Alexandre Maciuk, Marie-Jeanne Bouchet, B.H. Um et Robert Anton).
- "Recherches ethnopharmacologiques sur les insectes et autres arthropodes : l'intérêt de la pharmacopée chinoise traditionnelle", Ethnopharmacologia, 34, 2004, p. 13-22 (en collaboration avec Ernesto Nastari Micheli et Catherine Mazars).
- "Un manuscrit médical sino-persan illustré du XIVe siècle", Journal de médecine traditionnelle chinoise 1 (3), 2005, p. 88-96.
- "L'Herbier du Manuscrit Voynich. Une pharmacopée d'origine asiatique" (Interview), Phytothérapie, vol. 4, n°4, 2006, p.202-204 (en collaboration avec Christophe Wiart).